# ¿Cuánto mide la costa de Gran Bretaña?
«¿Cuánto mide la costa de Gran Bretaña?» (en inglés, «How Long Is the Coast of Britain? Statistical Self-Similarity and Fractional Dimension») es un artículo del matemático Benoît Mandelbrot publicado por primera vez en Science en 1967.
En este artículo Mandelbrot empieza, con cierta evidencia empírica, señalando que la medición de una línea geográfica real depende de la «regla de medir» o escala mínima usada para medirla, debido a que los detalles cada vez más finos de esa línea aparecen al usar una regla de medir más pequeña. A continuación Mandelbrot trata el tema de las curvas autosimilares que tienen dimensiones fraccionales entre 1 y 2. Tales curvas son ejemplos de curvas fractales, aunque Mandelbrot no emplea este término en su artículo, pues no lo acuñó hasta 1975.

## Introducción
El artículo examina la paradoja de que la longitud de una línea costera depende de la escala de medida. La evidencia empírica sugiere que cuanto menor es el incremento de medida, la longitud medida se incrementa. Si se va a medir una costa con tramos de diez kilómetros el perímetro obtenido será menor que con tramos de un kilómetro. Esto se debe al hecho de que se estará aproximando un tramo más corto con el tramo largo que con el corto. La evidencia empírica sugiere una regla que, si se extrapola, muestra que la longitud se incrementa sin límite a medida que la longitud de la regla utilizada para medir disminuye.
En la primera parte del artículo Mandelbrot discute las investigaciones publicadas por Lewis Fry Richardson sobre si las distancias medidas de las costas y otros contornos geográficos dependen de la escala de medida. Richardson observó que la distancia medida L(G) de varias fronteras de países era función de la escala de medida G. Reuniendo datos de muchos ejemplos diferentes, conjeturó que L(G) podía aproximarse por una función de la forma

{\displaystyle L(G)\geq MG^{1-D}\,}

Mandelbrot interpreta este resultado como que las costas y otros contornos geográficos tienen una propiedad de autosimilitud estadística, donde el exponente D mide la dimensión Hausdorff del borde. Con esta interpretación, los ejemplos de Richardson tienen dimensiones que van desde 1.02 para la costa de Sudáfrica a 1.25 para la costa occidental de Gran Bretaña.
El artículo no asegura que ninguna línea costera o borde geográfico sea realmente fractal —lo que sería físicamente imposible—. Simplemente declara que la distancia medida de una costa o frontera puede comportarse empíricamente como un fractal a lo largo de un conjunto de escalas de medida.
En la segunda parte del artículo Mandelbrot describe varias curvas relacionadas con el copo de Koch, definidas de tal forma que son estrictamente autosimilares. Mandelbrot muestra cómo calcular la dimensión Hausdorff de cada una de estas curvas, que tienen una dimensión entre 1 y 2. También menciona la curva de Peano, que tiene dimensión 2.
El artículo es importante porque muestra el pensamiento temprano de Mandelbrot sobre los fractales y es un ejemplo de la vinculación de las matemáticas con las formas naturales, tema de gran parte de su trabajo posterior.